# Wilhelm Jensen

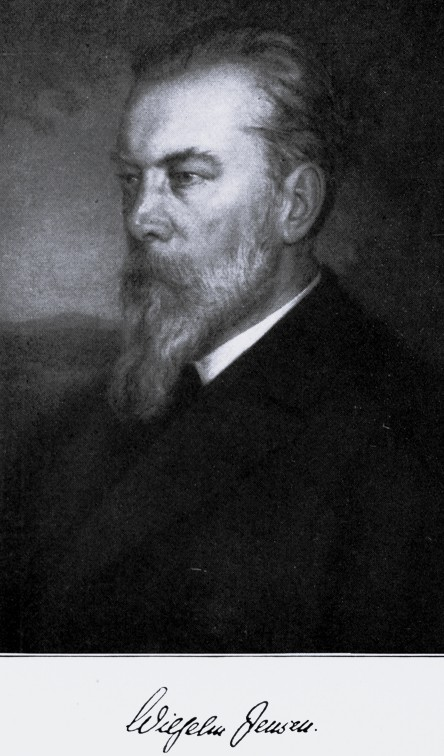
Wilhelm Jensen (1906)

Wilhelm Jensen (* 15. Februar 1837 in Heiligenhafen (Holstein); † 24. November 1911 in München-Thalkirchen) war ein deutscher Lyriker und Schriftsteller.

## Leben
Wilhelm Jensen wurde als uneheliches Kind des Kieler Bürgermeisters Schwen Hans Jensen (1795–1855) und der Dienstmagd Engel Dorothea Bahr geboren. Mit drei Jahren adoptierte ihn die unverheiratete, kinderlose Pauline Moldenhawer. Gefördert wurde Wilhelm Jensen in dieser Phase durch einen Vormund, der offenbar die Hinterlassenschaft des Vaters verwaltete. Der Vater starb 1855 als Landvogt von Sylt, die Mutter sechs Jahre später. Zu beiden Eltern scheint Wilhelm Jensen zeit ihres Lebens keinen engen Kontakt gehabt zu haben.
Bis zum Alter von 18 Jahren besuchte Wilhelm Jensen das Gymnasium in Kiel, unter dem er angeblich sehr gelitten hat. (In seinen Romanen treten wiederholt kleingeistige Pädagogen auf, die z. B. einem ‚unehelich‘ geborenen Schüler seine „unehrliche Herkunft“ vorwerfen und ihn auf jede erdenkliche Art und Weise schikanieren.) Nach einem letzten Schuljahr auf dem Katharineum zu Lübeck bis zum Abitur Michaelis 1856 studierte er von 1856 bis 1860 zunächst Medizin, dann Philosophie und Literatur in Kiel, Würzburg und Breslau. Während seines Studiums wurde er 1856 Mitglied der Burschenschaft Teutonia zu Kiel. 1861 wurde er zum Dr. phil. promoviert.
Auf eine briefliche Bitte um Unterstützung durch seine Landsleute Friedrich Hebbel und Emanuel Geibel erhielt er von Geibel 1863 eine freundliche Einladung nach München. Dort unternahm er seine ersten schriftstellerischen Versuche. Mit Geibel hatte Jensen in Lübeck dieselbe Schulbank gedrückt.
1864 lernte Jensen auf der Fraueninsel im Chiemsee seine spätere Frau Marie geb. Brühl kennen. Nach der Heirat in Wien 1865 zog das Paar nach Stuttgart. Dort wurde Jensen Redakteur der Schwäbischen Volkszeitung. Das Ehepaar hatte sechs gemeinsame Kinder, von denen vier überlebten. Die jüngste Tochter, Katharina, heiratete Prinz Ernst von Sachsen-Meiningen.
In Stuttgart begegnete Jensen Wilhelm Raabe. Obwohl sich ihre Wege schon bald wieder trennten, blieben sie auch über große räumliche Distanz in lebenslanger Freundschaft verbunden. 1869 übernahm Jensen die Leitung der Flensburger Norddeutschen Zeitung in Flensburg. Drei Jahre später übersiedelte er nach Kiel, von dort im Jahr 1876 nach Freiburg im Breisgau. Hier lernte er den Maler Emil Lugo kennen, mit dem ihn ebenfalls eine enge Freundschaft verband. Kurz nach dem Einzug erlag Jensens in Freiburg geborener zweiter Sohn dem Keuchhusten, der die ganze Familie befiel. Nur Marie Jensen kämpfte zu dieser Zeit mit einer anderen Erkrankung, die sie ebenfalls in Lebensgefahr brachte. 1880 wohnte Jensen in Freiburg in der Luisenstraße 11.
Theodor Storm widmete Wilhelm Jensen ein Gedicht mit dem Anfangsvers „Es ist der Wind, der alte Heimatslaut“ und gab diesem Gedicht den Titel „An Wilhelm Jensen“. Es erschien um 1885.
Die Familie Jensen wohnte ab 1888 in München und hatte seit 1895 einen Sommersitz im „Häusle“ in St. Salvator bei Prien am Chiemsee. Zwischen 1892 und 1901 unternahmen die Jensens mit Emil Lugo vier Reisen nach Italien.

Grabstätte Wilhelm und Marie Jensen

Das Gemeinschaftsgrab von Wilhelm und Marie Jensen (gest. 1921) liegt neben demjenigen Lugos auf dem Friedhof der Fraueninsel, auf der Wilhelm und Marie sich kennengelernt hatten.

### Familie
Jensen heiratete am 13. Mai 1865 Marie Brühl (1845–1921), eine Tochter des Kritikers Johann August Moritz Brühl (1819–1877). Das Paar hatte einen Sohn und drei Töchter, zwei weitere Kinder starb jung:
- Dorothea (1867–1937) ⚭ Carl Christian Mez (1866–1944), Professor der Botanik
- Paul (1868–1952) ⚭ 1905 Elsbeth Reinhardt
- Maina (1870–1940), Malerin ⚭ Eduard Heyck (1862–1941), Professor der Geschichte
- Katharina (1874–1945) (seit 1892 Freiin von Saalfeld) ⚭ Prinz Ernst von Sachsen-Meiningen (1859–1941)

## Werk
Jensens Werk ist geprägt von historischen Themen. In seinen Romanen, Novellen, Gedichten und Theaterstücken zeigt er sich als ein der Aufklärung verbundener, freiheitlich denkender, gegen Etikette und Prüderie sich auflehnender Mensch, der gegenüber den christlichen Konfessionen kritisch eingestellt ist. Jensen selbst gehörte keiner Konfession an. In seinen Werken zitiert er bisweilen die Mythologien anderer Kulturen wie der Germanen und Griechen. Mehrfach bezieht er ausdrücklich Stellung gegen antisemitische Tendenzen (z. B. Die Juden von Cölln, 1869) (vgl. Richter, o. J.), wohl auch, weil sein Schwiegervater Moritz Brühl ein konvertierter Jude war. Jensens ausgeprägt nationale Gesinnung war zugleich Ausdruck einer Opposition gegen selbstherrliche Fürstenmentalität und Kleinstaaterei. In seinen Schriften und Gedichten spürt man seine Sensibilität für psychische Prozesse. In vielen seiner Werke findet man die Schilderung von Träumen oder Tagträumen, die vom Erzähler häufig als „sinnlos“ abgetan werden, deren Zusammenhang mit dem Handlungsgeschehen jedoch für den Leser leicht erkennbar ist.
Ein zentrales Motiv seines über 150 Bände umspannenden Werkes ist die Schilderung der Beziehung eines Mannes zu einer Frau, die eineinhalb bis zwei Jahre jünger ist als er. Die beiden zeigen zunächst häufig geradezu Abneigung gegeneinander, die sich dann im Laufe der Zeit löst und in Liebe umschlägt. Bisweilen endet die Geschichte mit dem Tod der Frau und/oder des Mannes oder mit der dauernden Trennung der beiden. Als Datum dieses Ereignisses wird wiederholt der 2. Mai angegeben – das Todesdatum der als Jensens Jugendfreundin identifizierten Clara Louise Adolphine Witthöfft (* 16. November 1838; † 2. Mai 1857). Verschiedentlich hat der Dichter selbst geäußert, dass der frühe Tod der Jugendfreundin ihn sein ganzes Leben hindurch begleitet und sein Schaffen geprägt hat. Wilhelm Jensen scheint ein Melancholiker gewesen zu sein, der zwar ein sehr lebendiges Dasein mit verbindlichen, engen Freundschaften und einem ausgeprägten Familiensinn führte, sich jedoch auch häufig, in sich selbst versunken, dem Treiben seiner Erinnerungen, inneren Bilder und Gedanken überließ, was dann in seine Romane, Novellen und Gedichte einfloss. Bezeichnend für diese Wanderung zwischen zwei Welten ist das Gedicht Fern hinüber (In: Aus wechselnden Tagen, 1878, S. 137 ff).

## Gradiva(1903) und Freuds Interpretation
Sein Lebensthema hat Jensen wohl am gekonntesten in der Novelle Gradiva gestaltet. Der Anstoß zu dieser 1903 in Buchform erschienenen Novelle kam von der Arbeit des Archäologen Friedrich Hauser, der im selben Jahr das von Jensen in der Novelle beschriebene Reliefbruchstück einer schreitenden jungen Frau, der Gradiva, mit weiteren Reliefbruchstücken in Zusammenhang brachte und seine Geschichte erhellte. Jensen entwickelt in seinem typischen (selbst)ironischen Stil ein Szenario, das einen etwas weltfremden Archäologen in den Ruinen von Pompeji auf den vermeintlichen Geist einer beim Vesuv-Ausbruch verstorbenen jungen Römerin griechischer Herkunft stoßen lässt. Die in Wirklichkeit höchst lebendige junge Dame erkennt bald, dass sie es mit einem etwas verworrenen Gegenüber zu tun hat, und bringt ihn mit schelmischem Geschick wieder auf den Boden der Tatsachen zurück. Dabei  entpuppt sie sich als die alte Jugendfreundin des jungen Gelehrten.
Sigmund Freud versuchte anhand dieser Novelle eine erste größere psychoanalytische Literaturinterpretation (Der Wahn und die Träume in W. Jensens „Gradiva“, 1907). Er bescheinigt dem Dichter darin, verschiedene Träume präzise dargestellt zu haben. In seinem Deutungsversuch glaubt Freud, aus der Novelle die Verliebtheit des Dichters in eine mit einem Spitzfuß körperlich behinderte Schwester herauslesen zu können.

## Nachwirkungen
In seinem 1926 erschienenen Lübeck-Roman Die Großvaterstadt setzte Ludwig Ewers unter anderem Jensen, in der Person des Axel Feddersen, ein literarisches Denkmal.
In Freiburg im Breisgau, wo Jensen zwölf Jahre mit seiner Familie gelebt hat, wurde eine Straße nach ihm benannt. Auch in seinem Geburtsort Heiligenhafen, in München und in Prien wurden Straßen nach ihm benannt.
Im Riesebusch bei Bad Schwartau wurde eine der dortigen Quellen nach ihm benannt.
Die Novelle „Gradiva“ wurde 2007 von dem französischen Autor und Regisseur Alain Robbe-Grillet verfilmt.

„Wer etwas allen vorgedacht, wird jahrelang erst ausgelacht.
 Begreift man die Entdeckung endlich, so nennt sie jeder selbstverständlich.“

## Werke (Auswahl)
- Magister Timotheus, Novelle, 1866
- Die Juden von Cölln. Novelle, 1869
- Unter heißerer Sonne, Novelle, 1869
- Gedichte. Kröner, 1869
- Nordlicht. 3-bändige Novellen-Sammlung (darin Band 1: Karin von Schweden, Jensens weitaus erfolgreichstes Buch, das insgesamt eine Auflage von über 260.000 erreichte), 1872
- Eddystone, Novelle, 1872
- Sonne und Schatten. Roman. 1873 (Darstellung anhand von Briefen, die aus drei sehr unterschiedlichen Perspektiven das Geschehen berichten.)
- Nymphäa. Novelle, 1874 (Deutliche Anklänge an die 'Gradiva'.)
- Aus wechselnden Tagen. 1874 (Darin S. 137 ff: Fern hinüber. Prägnante Darstellung von Jensens anhaltender Bindung an seine verstorbene Jugendliebe.)
- Um den Kaiserstuhl: ein Roman aus dem Dreissigjährigen Kriege, 1878 (spielt auf der Kastelburg zu Waldkirch und in der Festung Breisach)
- Holzwegtraum. Ein Sommernachtsgedicht. Stuttgart: Hallberger, 1878
- Karin von Schweden. Die unsterbliche schwedische Mädchengestalt. Berlin, 1878
- Nach Sonnenuntergang, Roman. Berlin: Silvester Frey, 1879
- Die Pfeifer von Dusenbach. Eine romantische Erzählung. Leipzig: Elischer, 1884
- Aus den Tagen der Hansa. Drei Novellen, 1885
- Aus stiller Zeit. 4-bändige Novellen-Sammlung. 1881–1885 (darin in Band 3, 1884: Jugendträume. Nach Jensen selbst in einem Brief an Freud: Eine biografisch geprägte Darstellung vom Tod seiner Jugendliebe, in der Novelle – wie in der Realität – am 2. Mai.)
- Am Ausgang des Reiches, 1886
- Der Schwarzwald, 1890
- In Zwing und Bann, Roman. Dresden: Pierson, 1892
- Hunnenblut – Eine Begebenheit aus dem alten Chiemgau. Leipzig, 1892
- Übermächte. 2 Novellen, 1892 (Darin: Der rote Schirm, der deutlich auf Jensens Lebensthema, das melancholische Sich-Erinnern an eine verstorbene Jugendliebe, verweist. In diesem Zusammenhang zitiert Jensen mehrfach Hölderlin. S. Freud und C.G. Jung hatten diese Novelle ausdrücklich in ihren Deutungsversuch einbezogen.) 2015 in leicht modernisierter Fassung sowie in englischer Sprache bei Createspace/Amazon erschienen als „Übermächte“ / „Superior Powers“
- Astaroth,  Mentha. Zwei Novellen aus dem deutschen Mittelalter. Breslau, 1893
- Aus See und Sand, Roman. Leipzig, 1897
- Nacht- und Tagesspuk. 2 Novellen, 1900 (Darin: Der verwunschene Garten, der deutliche Anklänge an das 'Gradiva'-Motiv enthält.)
- Heimat. Roman. Dresden: Reißner, 1901
- Der Schleier der Maja. Leipzig, 1902
- Der Hohenstaufer Ausgang, Geschichte und Dichtung. Dresden und Leipzig: Reißner, 1902
- Gradiva. Ein pompejanisches Phantasiestück. Dresden und Leipzig: Reißner, 1903
- Vor drei Menschenaltern. Ein Roman aus dem holsteinischen Land. Dresden: Reißner, 1904
- Die Nachfahren Ein geschichtlicher Roman. Leipzig: Elischer, 1909
- Deutsche Männer, Roman aus dem Jahre 1809. Leipzig: Grethlein, 1909
- Fremdlinge unter den Menschen. Roman, Dresden und Leipzig : Reißner ,1911 (Auch hier, wie in Der rote Schirm, mehrfacher Bezug auf Hölderlin, dessen Benennung des Mondes als die Fremdlingin unter den Menschen titelprägend war.)